# إرنست غروث
إرنست غروث (بالإنجليزية: Ernest Groth)‏ هو لاعب كرة قاعدة أمريكي، ولد في 3 مايو 1922 في بيفير فولز في الولايات المتحدة، وتوفي في 27 ديسمبر 2004 في بيفر في الولايات المتحدة.

## وصلات خارجية
- إرنست غروث على موقعبيزبول رفرنس.كوم (الدوري الرئيسي) (الإنجليزية)
- إرنست غروث على موقعبيزبول رفرنس.كوم (الدوري الثانوي) (الإنجليزية)